# إنديانابوليس 500 سنة 1977
سباق إنديانا بوليس -500 ميل 1977 أقيم في حلبة إنديانابوليس موتور سبيدواي في 29 مايو 1977 وفاز في السباق أنتوني جوزيف فويت جي آر بمتوسط سرعة 161.331 ميل/س (259.637 كم/س).
وكان أول المنطلقين توم سنافا بسرعة 198.884 ميل/س (320.073 كم/س).